# Johann Beckmann
Johann Beckmann (Hoya, 4 giugno 1739 – Gottinga, 3 febbraio 1811) è stato uno scienziato, docente e tecnologo tedesco, primo ad utilizzare il termine "tecnologia" per indicare la scienza dei mestieri. Si può considerare tra i fondatori delle scienze tecnologiche, il primo uomo a insegnare tecnologia e a scriverne come materia accademica.

## Biografia
Nacque il 4 giugno 1739 a Hoya ad Hannover, dove suo padre era direttore delle poste ed esattore delle tasse. Studiò presso la città di Stade e all'università di Gottinga, in quest'ultima studiò teologia, matematica, fisica, storia naturale, finanza e amministrazione pubblica. Dopo aver completato gli studi, nel 1762 fece un viaggio di studio attraverso Braunschweig e la Repubblica olandese visitando miniere, fabbriche, musei di storia naturale, collezioni private e università, dove entrò in contatto con il corpo docente.
La morte della madre, nel 1762, lo privò dei suoi mezzi di sostentamento e nel 1763 andò, su invito del parroco della comunità luterana, Anton Friedrich Büsching, fondatore del moderno metodo storico statistico della geografia, ad insegnare storia naturale nella liceo luterano di St. Petrischule a San Pietroburgo in Russia. Abbandonò questo incarico nel 1765 e viaggiò in Danimarca e Svezia tra il 1765 e il 1766, dove studiò i metodi di lavoro delle miniere, delle fabbriche e delle fonderie, nonché le collezioni d'arte e di storia naturale. Fece la conoscenza di Linneo a Uppsala. Il suo diario di viaggio fu pubblicato a Uppsala nel 1911 con il titolo Schwedische Reise in den Jahren 1765-1766. Nel 1766 fu nominato professore straordinario di filosofia a Gottinga. Tenne, inoltre, conferenze sull'economia politica e domestica e nel 1768 fondò un giardino botanico sui principi di Linneo. Tale fu il suo successo che nel 1770 fu nominato professore ordinario.
Aveva l'abitudine di portare i suoi studenti nei laboratori, in modo che potessero acquisire una conoscenza pratica oltre che teorica dei diversi processi e mestieri. Mentre era così impegnato, decise di scrivere la storia della condizione esistente di ciascuna delle arti e delle scienze su cui teneva lezioni. Se anche con perizia, l'ardore di Beckmann non fu in grado di superare la quantità di studio necessaria per questo compito. Quindi limitò la sua attenzione a diverse arti e mestieri pratici; a queste fatiche si deve il suo Beiträge zur Geschichte der Erfindungen (1780-1805), tradotto in inglese come History of Inventions (1797, quarta edizione 1846), opera in cui mette in relazione l'origine, la storia e la condizione recente delle varie macchine, utensili, ecc., impiegati nel commercio e per scopi domestici. Questo lavoro sancisce Beckmann come fondatore della tecnologia scientifica, termine che fu il primo ad usare nel 1772.
L'approccio di Beckmann fu quello di uno studioso illuminista, e i suoi scritti analitici sulla tecnologia rispecchiano il lavoro di Diderot e il rigore dell'Encyclopédie e delle Descriptions des arts et métiers. Venne ispirato dal lavoro tassonomico di Linneo e dalla Bibliothtecae di Albrecht von Haller. Niente di simile era stato prodotto in inglese a quel tempo. Fu il primo a scrivere resoconti storici e critici delle tecniche di artigianato e manifattura e pubblicare classificazioni di tecniche. Il suo obiettivo era produrre un'indagine che fungesse da modello agli altri per utili miglioramenti.
Nel 1772 Beckmann fu eletto membro dell'Accademia delle scienze di Gottinga, contribuendo con preziose dissertazioni scientifiche alle sue opere fino al 1783, quando si ritirò a vita privata. Fu anche membro di società scientifiche nelle città di Celle, Halle, Monaco di Baviera, Erfurt, Amsterdam, Stoccolma e San Pietroburgo. Nel 1784 fu nominato Consigliere della Corte di Hannover. Nel 1790 fu eletto membro straniero dell'Accademia reale svedese delle scienze. Nel 1809 divenne membro del Koninklijke Nederlandse Akademie van Wetenschappen.
Morì a Gottinga il 3 febbraio 1811, all'età di 72 anni.
Klemm afferma che "[Egli] dovrebbe essere considerato il primo storico affidabile delle invenzioni" e quindi deve essere considerato il padre dello studio della Storia della tecnologia
Nel 1987 venne fondata a Hoya la Società Johann Beckmann, per celebrare la sua vita e il suo lavoro.

## Opere

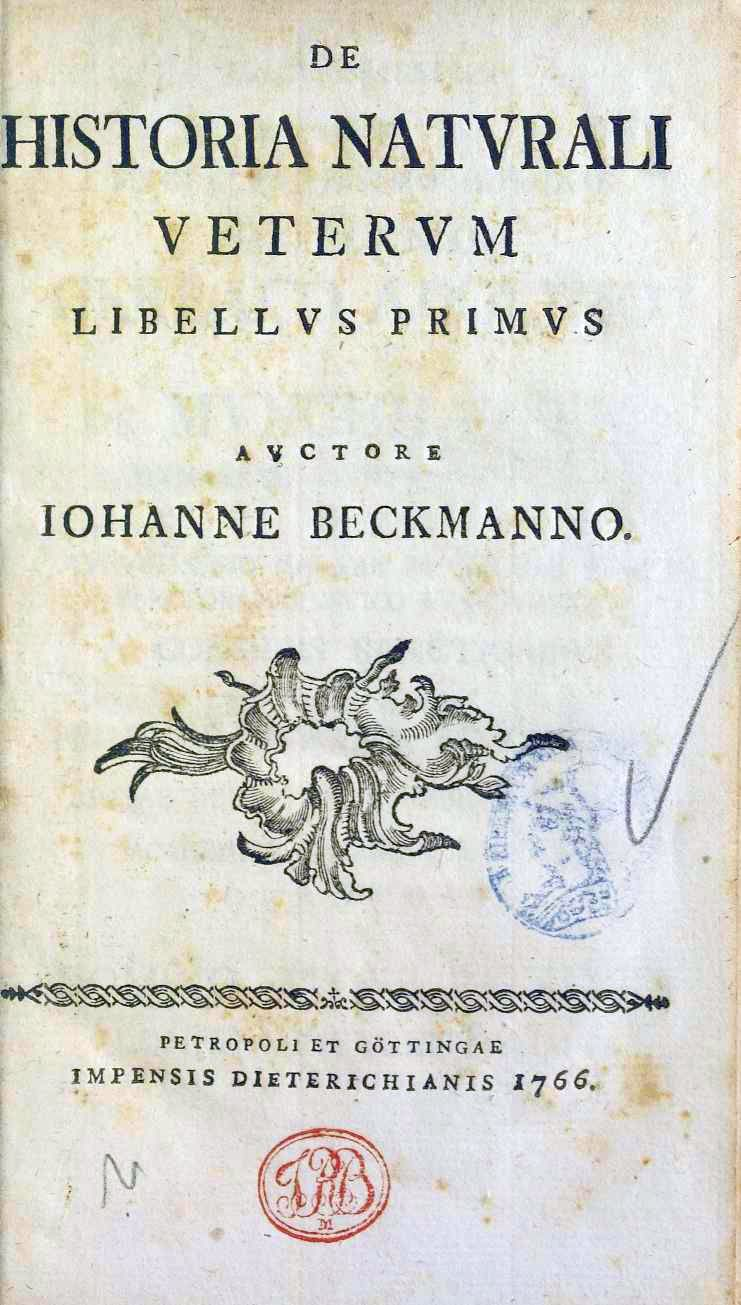
De historia naturalis veterum libellus primus, 1766

- (LA) De historia naturalis veterum libellus primus, San Pietroburgo, Johann Christian Dieterich, 1766.
- (DE) Anfangsgründe Der Naturhistorie, Gottinga, Georg Ludewig Försters, 1767.
- Über Einrichtung der oeconomischen Vorlesungen, Gottinga, 1767.
- Grundsatze der teutschen Landwirtschaft, 1769, 1896.
- Physikalische-okonomoische Bibliothek 1770-1806.
- (DE) Anleitung zur Technologie, Gottinga, Abraham Vandenhoeck Witwe, 1777. (settima edizione entro il 1823).
- Beiträge zur Geschichte der Erfindungen, 5 voll., Lipsia / Gottinga, 1780–1805. Tradotto in inglese come History of Inventions, discoveries and origins, 1797. (quarta edizione 1846).
- Anleitung zur Handelswissenschaft, Gottinga, 1789.
- Vorbereitung zur Warenkunde (1795–1800).
- Beitrage zur Okonomie, Technologie, Polizei- und Cameralwissenschaft (1777–1791, 1809).
- Entwurf der algemeinen Technologie, Lipsia e Gottinga, 1806.
- Schwedische Reise in den Jahren 1765–1766, Uppsala, 1911